# Uloža
Uloža (in ungherese Kőperény, in tedesco Köpern) è un comune della Slovacchia facente parte del distretto di Levoča, nella regione di Prešov.

## Storia
Fu menzionato per la prima volta nelle cronache storiche nel 1280. Uloža era un villaggio per persone malate di lebbra; il nome del villaggio è Uloža perché "seppellire" si diceva "uložiť".
Nei pressi del comune si trova l'importante sito religioso di Mariánska hora, che attira numerosi turisti ogni anno.